# Barbara Kołaczek
Barbara Kołaczek (zm. 2017) – polska kartograf, geodeta, profesor nauk fizycznych.

## Życiorys
Otrzymała uzyskała tytuł profesora nauk fizycznych. Została zatrudniona w Centrum Badań Kosmicznych PAN. Była członkiem honorowym Komitetu Geodezji PAN i członkiem prezydium Komitetu Badań Kosmicznych i Satelitarnych Polskiej Akademii Nauk, a także członkiem zwyczajnym Towarzystwa Naukowego Warszawskiego.

## Odznaczenia i wyróżnienia
- Medal Zasłużony dla Geodezji i Kartografii[1]
- Krzyż Kawalerski Orderu Odrodzenia Polski[1]